# Movimiento colectivo
El movimiento colectivo se define como la aparición espontánea de movimiento organizado en un sistema compuesto por un gran número de agentes autopropulsados. Se puede observar en la vida cotidiana, por ejemplo en las bandadas de aves, en los bancos de peces, los rebaños de animales y también en las multitudes y el tráfico de automóviles. También aparece en el nivel microscópico: en las colonias de las bacterias, los ensayos de la motilidad y partículas autopropulsadas artificiales. La comunidad científica está tratando de entender la universalidad de este fenómeno. En particular, es investigado intensamente en física estadística y más precisamente en el campo de la materia activa. Los experimentos en animales, biológicos y sintetizado autopropulsados partículas, simulaciones y teorías se llevan a cabo en paralelo para el estudio de estos fenómenos. Uno de los más famosos modelos que intentan presentan este tipo de comportamiento es el modelo de Vicsek introducido por Tamás Vicsek et al. en el año 1995.

## Comportamiento colectivo de las partículas autopropulsadas
Como los sistemas biológicos, las partículas autopropulsadas también responden a gradientes externos y mostrar el comportamiento colectivo. Micromotores o nanomotores puede interactuar con gradientes autogenerados y muestran aglomeración y comportamiento de exclusión. Por ejemplo, Ibele et. al. demostrado que micromotores de cloruro de plata, en presencia de luz UV interactúan unos con otros en altas concentraciones y forman cardúmenes. Un comportamiento similar se puede observar también con micropartículas de dióxido de Titanio. Micropartículas de ortofosfato de plata presentan transiciones entre la aglomeración y la exclusión en respuesta a amoníaco y a la luz UV. Este comportamiento puede ser usado para el diseño de una puerta NOR dado que las diferentes combinaciones de los dos estímulos diferentes ( amoniaco y luz UV) generar diferentes resultados. 
Los micromotores y nanomotores también pueden moverse preferencialmente en la dirección de la aplicación externa de gradiente químico, lo que se define como quimiotaxis. La quimiotaxis se ha observado en nanorrodillos autopropulsados de Au-Pt, que se difunden hacia la fuente de peróxido de hidrógeno, cuando se dispone en un gradiente químico. Micropartículas de sílice con catalizador de Grubbs atados a ellos, también se mueven hacia mayores concentraciones de monómero. las Enzimas también se comportan como nanomotores y migrar hacia las regiones de mayor concentración de sustrato. la Quimiotaxis proporciona una forma de dirigir el movimiento en la microescala y puede ser utilizado para la entrega de la droga, los sentidos, la laboratorio-en-un-chip de los dispositivos y otras aplicaciones.

## Más referencias
- Bricard, A., Caussin, J. B., Desreumaux, N., Dauchot, O., & Bartolomé, D. (2013). "Emergence of macroscopic directed motion in populations of motile colloids". Nature, 503 (7474): 95-98. doi 10.1038/nature12673
- Vicsek, T., & Zafeiris, A. (2012). "Colective motion." Physics Reports, 517 (3): 71-140. doi 10.1016/j.physrep.2012.03.004